# Acceptus
Acceptus (bl. 1039–1041 in Apulien) war ein italienischer Archidiakon und Bildhauer der Frühromanik.

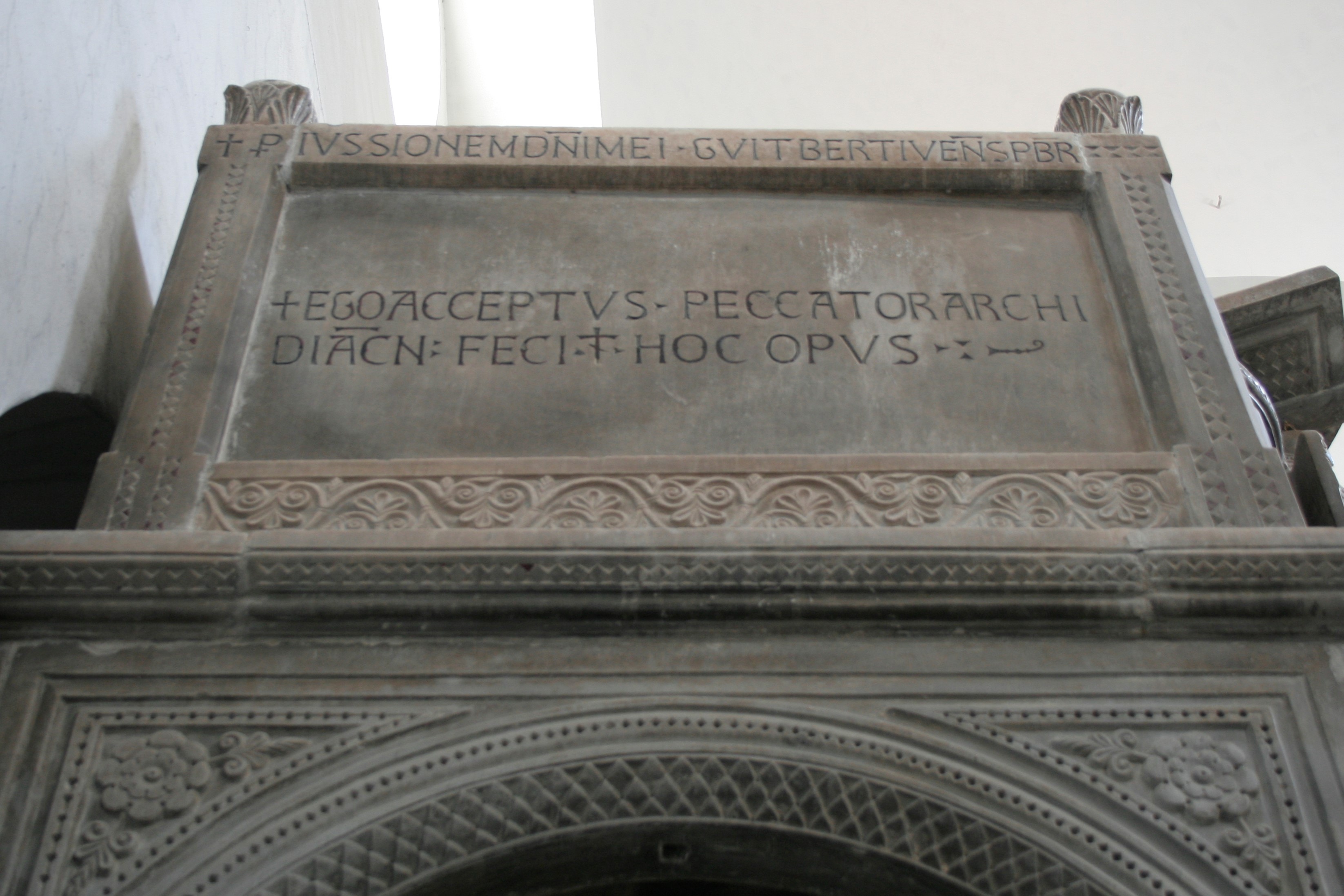
Inschrift der Marmorkanzel in der Kathedrale von Canosa

Sein Name taucht in Inschriften auf einer Marmorkanzel in der Kathedrale von Canosa und auf dem Gebälk ähnlicher Kanzeln in Santa Maria di Siponto und im Sanktuarium von San Michele in Monte Sant’Angelo auf. Die Inschrift auf der Kanzel von Canosa identifiziert Acceptus auch als einen Archidiakon, der die Kanzel im Auftrag des Priesters Guitbertus anfertigte.
Die Werkstatt des Acceptus umfasste anscheinend mehr als einen Bildhauer, da ein Balken in Siponto mit DAVID MAGISTER signiert ist. Fragmente von Chorschranken in Monte Sant’Angelo und Siponto sowie die Löwenstütze und der Querbalken eines Throns in Siponto deuten darauf hin, dass die Werkstatt des Acceptus mehrere Arten von liturgischen Möbeln herstellte. Die Werkstatt war auch in Bari aktiv, wo die Türpfosten der Kathedrale von Bari (begonnen unter Erzbischof Bisantius, 1025–35) mit Blattwerk verziert sind, die identisch mit denen auf einigen der Siponto-Balken sind. Bari, das einen gemeinsamen Sitz mit Canosa bildete, könnte das Hauptzentrum der Produktion gewesen sein.
Die Bildhauerkunst des Acceptus stellt die früheste Phase der romanischen Bildhauerei in Apulien dar und bildete die Grundlage für ihre spätere Entwicklung. Beeinflusst von byzantinischer und islamischer Kunst sowie von kleinteiligen Objekten aus kostbaren Materialien, begründete sie einen unverwechselbaren Stil und Ikonographie.